# Edwin Baer (Antiquar)
Edwin Markus Baer (* 21. September 1881 in Frankfurt am Main; † 1965 in London) war ein deutscher Antiquar.

## Leben
Edwin Baer war ein Sohn von Simon Leopold Baer (1845–1919) aus dem bekannten Antiquariat Joseph Baer & Co. in Frankfurt am Main. Er besuchte das Gymnasium in Frankfurt bis zum Abitur 1899 und machte anschließend eine buchhändlerische Ausbildung in Leipzig, Frankreich und England sowie im familieneigenen Antiquariat Joseph Baer & Co. in Frankfurt. Dort wurde er mit seinem Bruder Leo(pold Alfred) (1880–1948) 1905 Prokurist, 1911 mit seinem Bruder und Moriz Sondheim Mitinhaber. Nach dem Berufsverbot durch die Reichskammer der Bildenden Künste und der Auflösung des Antiquariats 1934 ging er in die Schweiz, wo er mit seinem Bruder in Genf das Antiquariat „Aux amateurs des livres“ eröffnete. 1935 ging er nach Amsterdam, Anfang 1936 nach Paris und dann Mitte 1936 nach London. 1937 wurde ihm die deutsche Staatsbürgerschaft auf Grund von angeblicher „Warenverschiebung, Devisenvergehen und Steuerflucht“ entzogen. In London, wo er erneut ein Antiquariat („E. Baer Bookseller“) eröffnete, konnte er aber an die erfolgreiche Tradition des Antiquariats in Frankfurt nicht mehr anknüpfen.